# O angenehme Melodei
O angenehme Melodei (BWV 210a) ist eine Huldigungs-Kantate von Johann Sebastian Bach. Er komponierte das Werk für Sopran-Solo als Huldigungsmusik für Herzog Christian von Sachsen-Weißenfels. Mit Textänderungen erklang es bei mindestens zwei weiteren Gelegenheiten.

## Geschichte und Worte
Die Kantate gehört zu Bachs Repertoire von Glückwunsch- und Huldigungskantaten. Sie erklang am 12. Januar 1729 in Leipzig anlässlich eines Besuchs von Herzog Christian von Sachsen-Weißenfels. In den 1730er Jahren galt eine Aufführung, mit leicht verändertem Text, Joachim Friedrich von Flemming (1665–1740), dem Gouverneur von Leipzig, und mit erneuten Textänderungen "werthen Gönnern" von Wissenschaft und Kunst. Daher wird sie auch „Sponsorenkantate“ genannt. 
Es ist davon auszugehen, dass Bachs Ehefrau Anna Magdalena bei diesen Aufführungen den Solopart übernahm. Von der Kantate ist lediglich die Sopranstimme erhalten, an deren Ausfertigung sie ebenfalls beteiligt war. Die Instrumentalstimmen können rekonstruiert werden, da Bach alle fünf Arien, das erste Rezitativ und den Beginn des letzten Rezitativs für seine vollständig erhaltene Hochzeitskantate O holder Tag, erwünschte Zeit nutzte. Alexander Ferdinand Grychtolik besorgte eine Rekonstruktion der Sponsorenkantate, die 2008 von der Edition Güntersberg herausgegeben wurde.

## Besetzung und Aufbau
Die folgenden Textanfänge der Huldigungskantate beziehen sich auf die Version für den Grafen Flemming. Die Angaben zu den Instrumenten orientieren sich an der Hochzeitskantate, die mit Sopran, Flauto traverso, Oboe d’amore, zwei Violinen, Viola und Basso continuo besetzt ist. 
1. Recitativo: O angenehme Melodei
2. Aria (Oboe d’amore, Streicher): Spielet, ihr beseelten Lieder
3. Recitativo: Ihr Sorgen, flieht
4. Aria (Oboe d’amore, Violine): Ruhet hie, matte Töne
5. Recitativo: Wiewohl, beliebte Musica
6. Aria (Flöte): Schweigt, ihr Flöten, schweigt, ihr Töne
7. Recitativo: Doch fasse dich, dein Glanz
8. Aria (Oboe d’amore, 2 Violinen): Großer Flemming, alles Wissen
9. Recitativo (Flöte, Oboe d’amore, Streicher): Erleuchtet Haupt, so bleibe fernerweit
10. Aria: Sei vergnügt, großer Flemming